# Centimetrové vlny a kratší
Centimetrové vlny a kratší (mikrovlny) je pásmo elektromagnetického záření s frekvencí od 3 GHz až 300 GHz.
Vlastnosti síření centimetrových vln a kratších se blíží vlastnostem šíření světla. Za překážkami se vytváří ostré stíny. S ohledem na existenci radioreléových spojů je třeba plánovat i výstavbu domů nebo jiných výškových staveb, útlum způsobuje i lesní porost. Projevují se zde i vlivy počasí. K útlumu dochází například při hustém dešti nebo mlze. O tato pásma se dělí jako největší uživatelé družicová služba, včetně družicového rozhlasu a televize a pevná služba.

## Základní rozdělení kmitočtových pásem
Řazeno vzestupně podle kmitočtu:
- Dlouhé vlny
- Střední vlny
- Krátké vlny
- Velmi krátké vlny
- Ultra krátké vlny
- Centimetrové vlny a kratší